# Beidaud
Beidaud é uma comuna romena localizada no distrito de Tulcea, na região de Dobruja. A comuna possui uma área de 127.99 km² e sua população era de 1624 habitantes segundo o censo de 2007.